# Општина Бутојешти
Општина Бутојешти (рум. Comuna Butoiești) је општина у жупанији Мехединци на југозападу Румуније. Седиште општине је насеље Бутојешти. Према попису из 2021. године имала је 3.263 становника.
Најзначајнији историјски споменик на територији општине је манастир Гура Мотрулуј.

## Географија
Општина Бутојешти се налази на југозападу Румуније у историјској области Олтенија. Најисточнија је општина жупаније Мехединци, на граници са жупанијама Долж и Горж. Простире се на површини од 68,08 . Границе општине су следеће:
- На северу — општина Грозешти
- На североистоку — општина Јонешти, Горж
- На истоку — варош Филијаши, Долж
- На југоистоку — општина Бралоштица, Долж
- На југу — општина Арђетоаја, Долж
- На западу — општине Брезница-Мотру и Стангачауа

## Становништво
| 1992. | 2002. | 2011. | 2021. |
| ----- | ----- | ----- | ----- |
| 3.526 | 3.542 | 3.344 | 3.263 |

Општина Бутојешти је према попису из 2021. године имала 3.263 становника што је за 81 мање (-2,42%) у односу на попис из 2011. на ком је било 3.344 становника. На попису из 2021. већину становништва су чинили Румуни (92,77%).
| Етнички састав према попису из 2021.‍ | Етнички састав према попису из 2021.‍ | Етнички састав према попису из 2021.‍ | Етнички састав према попису из 2021.‍ | Етнички састав према попису из 2021.‍ |
| ------------------------------------ | ------------------------------------ | ------------------------------------ | ------------------------------------ | ------------------------------------ |
|                                      |                                      |                                      |                                      |                                      |
| Румуни                               | Румуни                               |                                      | 3.027                                | 92,77%                               |
| Роми                                 | Роми                                 |                                      | 42                                   | 1,29%                                |
| Непознато                            | Непознато                            |                                      | 194                                  | 5,95%                                |

### Насеља
Општина се састоји из осам насеља, Арђинешти, Буичешти, Бутојешти, Гура Мотрулуј, Жугастру, Плута, Радуцешти и Цанцару. Седиште општине је Бутојешти, док је највеће насеље Арђинешти.
| Насеље            | Румунски назив | Становништво | Становништво |
| Насеље            | Румунски назив | 2011.        | 2021.        |
| ----------------- | -------------- | ------------ | ------------ |
| Арђинешти         |                | 560          | 588          |
| Буичешти          |                | 450          | 490          |
| Бутојешти         |                | 481          | 422          |
| Гура Мотрулуј     |                | 341          | 306          |
| Жугастру          |                | 344          | 365          |
| Плута             |                | 465          | 392          |
| Радуцешти         |                | 284          | 277          |
| Цанцару           |                | 419          | 423          |
| Општина Бутојешти |                | 3.344        | 3.263        |